# Marsdenia micradenia
Marsdenia micradenia är en oleanderväxtart som först beskrevs av George Bentham, och fick sitt nu gällande namn av P.I. Forster. Marsdenia micradenia ingår i släktet Marsdenia och familjen oleanderväxter. Inga underarter finns listade i Catalogue of Life.